# Planipapillus mundus
Planipapillus mundus är en klomaskart som beskrevs av Reid 1996. Planipapillus mundus ingår i släktet Planipapillus och familjen Peripatopsidae. Inga underarter finns listade i Catalogue of Life.